# Сільві Кінігі
Сільві Кінігі (нар. 1952) — прем'єр-міністр Бурунді з 10 липня 1993 до 7 лютого 1994 року, перша й на теперішній час єдина жінка на цьому посту.

## Біографія
Кінігі народилась 1952 року, представниця етнічної групи тутсі. Її чоловік, з яким у них було п'ятеро дітей, також був тутсі. Кінігі закінчила Університет Бурунді, отримавши диплом спеціаліста з економіки й менеджменту, після цього була державним службовцем. Зрештою, вона посіла посаду старшого радника в офісі прем'єр-міністра, зосередившись на економічній політиці.
Коли Мельхіор Нгезе Ндадайє був обраний президентом Бурунді 1993 року, він призначив Кінігі на пост глави уряду. Це стало частиною програми Ндадайє з намагання приборкати міжетнічну напруженість. Кінігі заявила, що на своєму посту питання національного примирення буде для неї пріоритетним.
21 жовтня, втім, президента Ндадайє та шістьох міністрів було вбито. Ці події стали початком громадянської війни, що виявилась дуже жорстокою та кривавою. Кінігі разом з іншими високопосадовцями сховались у французькому посольстві, де намагались перечекати хаос. 1 листопада Кінігі спробувала зібрати нову адміністрацію, фактично взявши на себе обов'язки президента. Її позицію підтримали колишні президенти П'єр Буйоя та Жан Батіст Багаза.
У січні наступного року парламент оголосив Сіпрієна Нтар'яміру, колишнього міністра сільського господарства, новим президентом, який мав залишатись на посту до завершення офіційного терміну Ндадайє. Оскільки Нтар'яміра був хуту, це спричинило обурення з боку тутсі. Кінігі зберегла свою посаду, проте в лютому її замінив Анатоль Каньєнкіко, також представник тутсі, як і його попередниця. Після відставки Кінігі працювала у банківській галузі в Бурунді.
2004 року Кінігі працювала за програмою національного розвитку ООН.